# Бенкс (Айдахо)
Бенкс (англ. Banks) — переписна місцевість (CDP) в окрузі Бойсі штату Айдахо США. Населення — 22 особи (2020).

## Географія
Бенкс розташований за координатами 44°4′20″ пн. ш. 116°7′54″ зх. д. / 44.07222° пн. ш. 116.13167° зх. д. (44.072248, -116.131684).  За даними Бюро перепису населення США в 2010 році переписна місцевість мала площу 5,83 км², з яких 5,72 км² — суходіл та 0,10 км² — водойми.

## Демографія
Згідно з переписом 2010 року, у переписній місцевості мешкало 17 осіб у 11 домогосподарстві у складі 2 родин. Густота населення становила 3 особи/км².  Було 20 помешкань (3/км²).
Расовий склад населення:
| - 100,0 % — білих - 0,0 % — осіб інших рас |

Частка іспаномовних становила 0,0 % від усіх жителів.
За віковим діапазоном населення розподілялося таким чином: 17,6 % — особи молодші 18 років, 64,8 % — особи у віці 18—64 років, 17,6 % — особи у віці 65 років та старші. Медіана віку мешканця становила 47,5 року. На 100 осіб жіночої статі у переписній місцевості припадало 142,9 чоловіків;  на 100 жінок у віці від 18 років та старших — 133,3 чоловіків також старших 18 років.
Середній дохід на одне домашнє господарство  становив N доларів США (медіана — -), а середній дохід на одну сім'ю — - доларів (медіана — -). За межею бідності перебувало 100,0 % осіб, у тому числі - % дітей у віці до 18 років та 100,0 % осіб у віці 65 років та старших.
Цивільне працевлаштоване населення становило 0 осіб. 